# Gaertnera vaginans
Gaertnera vaginans är en måreväxtart som först beskrevs av Dc., och fick sitt nu gällande namn av Elmer Drew Merrill. Gaertnera vaginans ingår i släktet Gaertnera och familjen måreväxter.
Artens utbredningsområde är Sri Lanka. Inga underarter finns listade i Catalogue of Life.